# Paolo III con un nipote
Paolo III con un nipote è un'opera pittorica realizzata da Sebastiano del Piombo. Si tratta di un dipinto ad olio su ardesia (cm 89.1 x 103.8 x 1.3), eseguito attorno al 1534 e conservato presso la Galleria nazionale di Parma.

## Descrizione
L'opera mostra chiari elementi di un dipinto non finito. Ampie zone del fondo sono state lasciate a livello di preparazione e appena abbozzate. La lastra non appare perfettamente liscia, ma ondulata, probabilmente a seguito di alcune sperimentazioni che l'artista cercava di introdurre nella sua pittura. In primo piano sia l'abito del giovane, che la mano destra e la barba del papa sono appaiono chiaramente non finite.  La luce che scivola morbida sui lineamenti del pontefice ne mette in evidenza i tratti fisionomici riconducibili a quelli di Paolo III, soprattutto nel disegno del naso e degli zigomi, mentre al di sotto della barba appena abbozzata si possono cogliere anche le guance scarne, caratteristica tipica di molti suoi ritratti realizzati da Tiziano.
Incerta è invece l'identità del giovane, dato che il titolo di "duca di Castro" fu conferito a più nipoti, ma, per la datazione presumibile del dipinto, si propende per Ottavio, che assumerà poi anche il titolo di duca di Parma e Piacenza. In occasione di un restauro è stato possibile osservare la lastra con una telecamera riflettografica e in corrispondenza del volto del nipote è apparsa, leggermente più in alto, una seconda versione della stessa testa, ultimata nei caratteri fisionomici.

## Storia
Il dipinto, eseguito su una sottile lastra d'ardesia, apparteneva ai Farnese, come si evince dal sigillo e dal numero d'inventario presenti sul retro. Menzionato a Roma nel 1600 tra i beni del bibliotecario Fulvio Orsini, giunse a Parma alla metà del ‘600. Per molti anni si pensava che il ritratto raffigurasse Clemente VII assieme ad un giovane. Si trattava, tuttavia, di una identificazione poco accurata e sorta per certe similarità con le effigi note di quel papa. L'identificazione ora, invece, sembra essere risolta: secondo le studiose Ramsden e Lucco, si tratterebbe del ritratto di Paolo III Farnese con un nipote. L'attribuzione riscontrerebbe l'attendibilità anche di ciò che scrisse Giorgio Vasari nella sua opera  Le vite de' più eccellenti pittori, scultori e architettori. Tra serie di biografie che Vasari portò su carta, scrisse, nella vita di Sebastiano del Piombo, a proposito di un ritratto del "... medesimo papa Paolo III subito che fu fatto sommo pontefice; e cominciò il duca di Castro, ma non lo finì".